# Kazimierz Kardaś

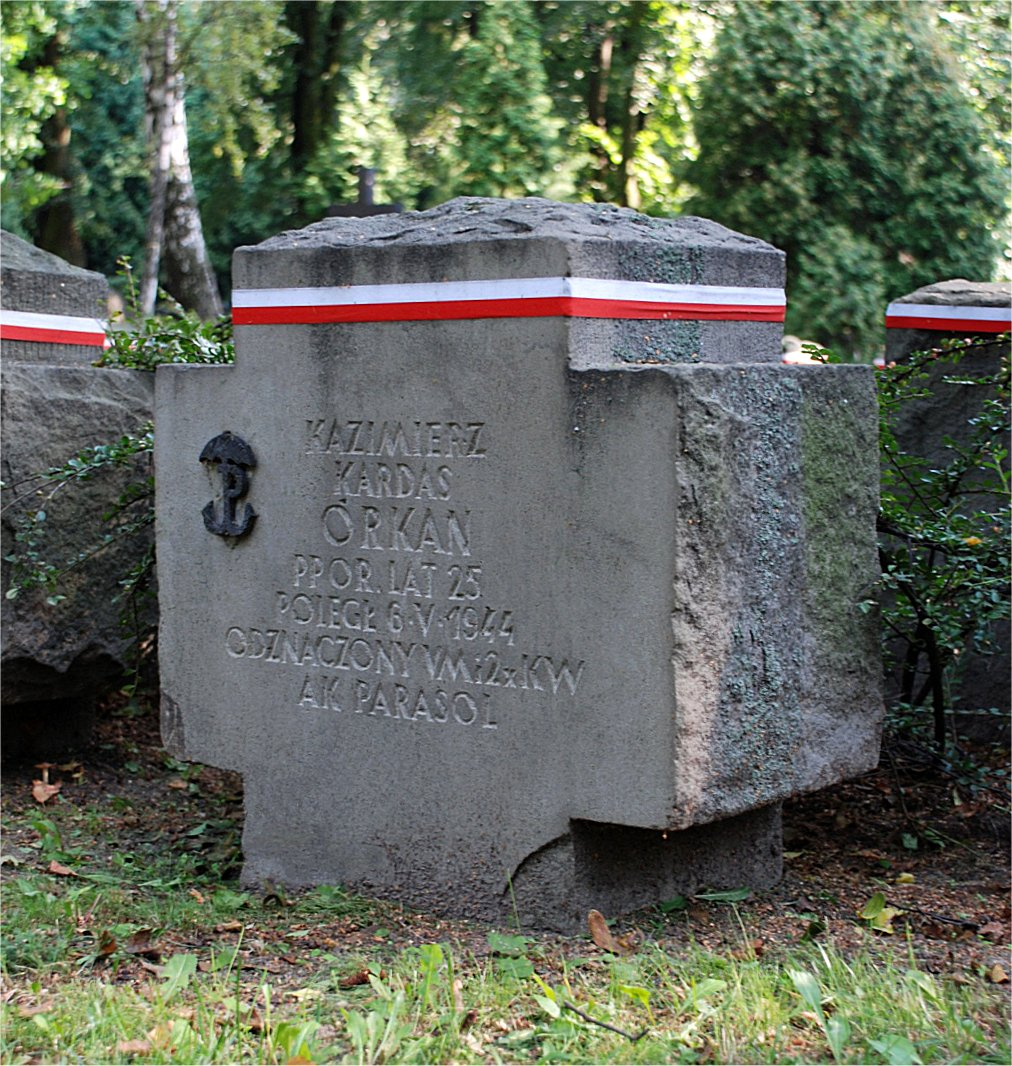
Grób na Powązkach Wojskowych

Kazimierz Kardaś, ps. Orkan (ur. 17 stycznia 1919 w Kurozwękach, zm. 6 maja 1944 w Warszawie) – podporucznik, żołnierz Armii Krajowej, zastępca dowódcy II plutonu kompanii „Agat” (późniejszego batalionu „Parasol”), uczestnik akcji zbrojnych.

## Wczesne lata
Syn Kazimierza i Jadwigi z domu Utnik. W wieku dwóch lat stracił ojca. W związku ze złą sytuacją ekonomiczną, matka wyjechała do Krakowa. Kazimierz trafił do zakładu przy klasztorze sióstr szarytek. Po kilku latach został przeniesiony do Zakładu Salezjańskiego im. ks. Siemca mieszczącego się na warszawskim Powiślu. Ukończył szkołę krawiecką przy zakładzie.

## Konspiracja
Podczas okupacji niemieckiej działał w polskim podziemiu zbrojnym i uczestniczył w wielu jego akcjach. Od 1939 należał do Szarych Szeregów. Od 1942 w warszawskich Grupach Szturmowych, w Hufcu Południe, SAD-200. 1 lipca 1943 r. został przekazany z SAD-u do nowo utworzonego oddziału Agat.

Ukończył Szkołę Podchorążych Rezerwy Piechoty Agricola (klasa o kryptonimie Aniela), a także kurs podharcmistrzowski (tzw. Szkoła za lasem), dowódców kompanii, minerski, samochodowy oraz Wielkiej Dywersji.

Od końca 1943 jego łączniczką była Maria Stypułkowska-Chojecka.

### Akcje
- akcja Lange (22 maja 1943 r.) – akcja likwidacyjna SS-Rottenführera Ewalda Lange, który torturował Jana Bytnara podczas przesłuchań)
- akcja Pogorzel (26 czerwca 1943 r.) – wysadzenie pociągu z niemieckimi żołnierzami, wracającymi z frontu wschodniego
- Akcja Wilanów (26 września 1943 r.) – znajdował się w grupie dowódcy akcji, Władysława Cieplaka
- Akcja Weffels (1 października 1943 r.) - dowódca akcji i I wykonawca[1], która była zamachem na Ernsta Weffelsa – esesmana i kata w więzieniu dla kobiet na Pawiaku.
- akcja Stamm (6 maja 1944 r.) – dowódca akcji, w czasie której został ciężko ranny. Zmarł tego samego dnia po operacji przeprowadzonej w konspiracyjnym szpitalu[2]. Miał 25 lat. Pochowany w kwaterach żołnierzy i sanitariuszek batalionu „Parasol” na Wojskowych Powązkach w Warszawie (kwatera A24-7-19)[3].

## Odznaczenia
- Krzyż Srebrny Orderu Virtuti Militari
- Krzyż Walecznych – dwukrotnie.